# Rue Albert-Marquet
La rue Albert-Marquet est une voie du 20e arrondissement de Paris, en France.

## Situation et accès
La rue Albert-Marquet est une voie publique située dans le 20e arrondissement de Paris. Elle débute au 15, rue Courat et se termine au 15, rue Vitruve.

## Origine du nom
La rue a été nommée en l'honneur du peintre et dessinateur français Albert Marquet (1875-1947).

## Historique
Cette voie est créée dans le cadre de l'aménagement de la ZAC Saint-Blaise sous le nom provisoire de « voie CZ/20 » et prend sa dénomination actuelle le 25 mars 1988.